# Jüdischer Friedhof (Schwanfeld)

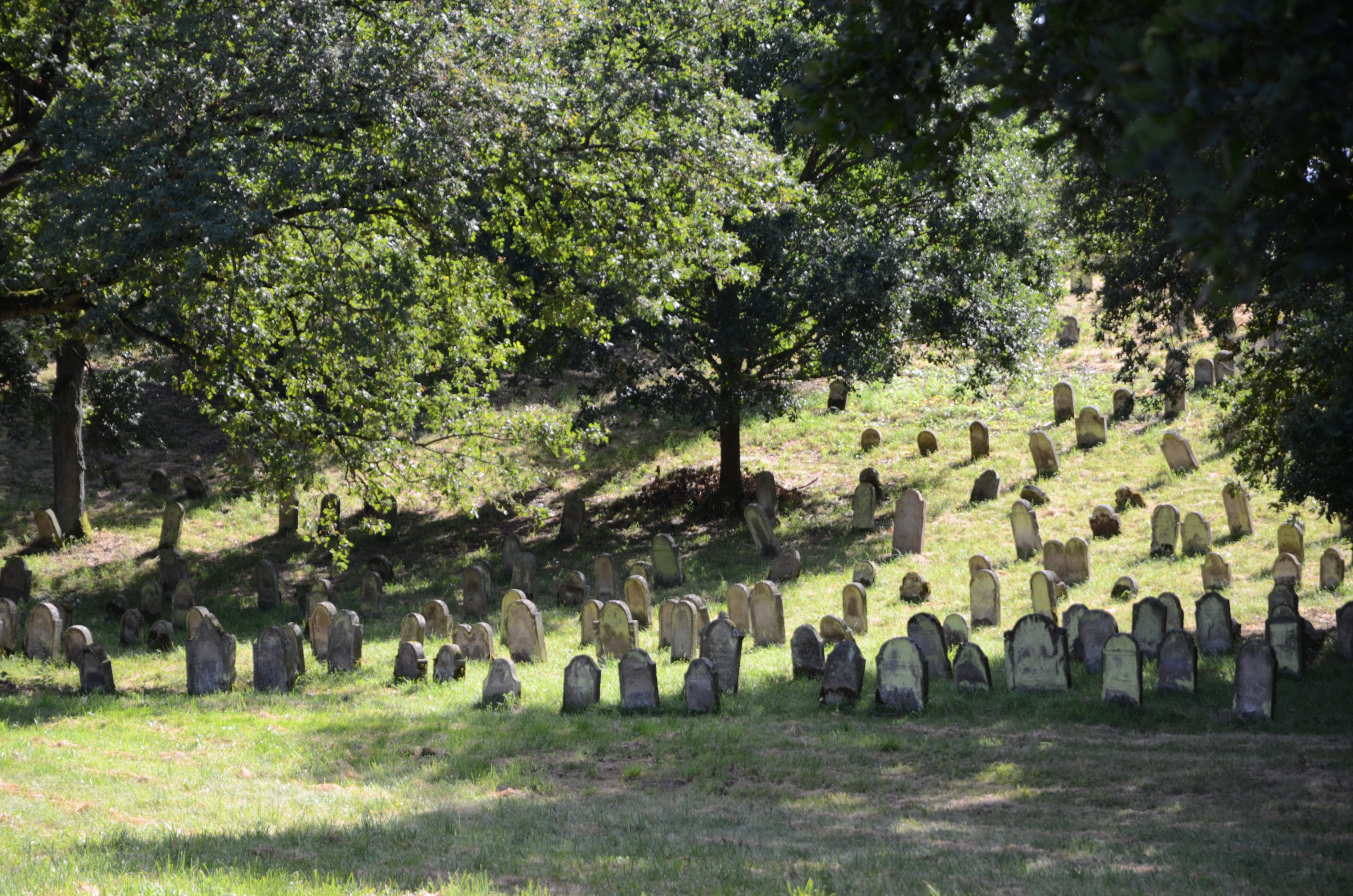
Jüdische Friedhof in Schwanfeld

Der Jüdische Friedhof Schwanfeld im unterfränkischen Schwanfeld, einer Gemeinde im Landkreis Schweinfurt, liegt südlich von Schwanfeld. Er ist 178,4 Ar groß und enthält mehr als 2000 Grabsteine (Mazewot).
Der Weg zum Friedhof heißt Ludwig-Gutmann-Weg. Ludwig Gutmann (am 1. Februar 1984 mit 82 Jahren verstorben) war der letzte in Schwanfeld geborene Jude.

## Geschichte
Wahrscheinlich gab es die ersten Juden in Schwanfeld schon im 12. Jahrhundert (die erste diesbezügliche nachgewiesene Erwähnung stammt aus dem Jahr 1298), die aber den Rintfleisch-Pogromen zum Opfer fielen.
Die nächste Ansiedlung jüdischer Bürger in Schwanfeld ist aus dem 16. Jahrhundert bekannt. Mitte des 16. Jahrhunderts wurde die jüdische Gemeinde von Schwanfeld gegründet und im Jahr 1579 entstand der jüdische Friedhof. Hier fanden auch die verstorbenen Juden der benachbarten Gemeinden Bibergau, Dettelbach, Estenfeld, Gochsheim, Rimpar, Schwebheim, Theilheim, Untereisenheim und Zeilitzheim ihre letzte Ruhe.
Miriam Schwab aus Rimpar war die letzte Verstorbene, die auf dem Friedhof beigesetzt wurde († 22. Januar 1939).
Die ältesten Grabsteine des Friedhofs liegen dem Taharahaus am nächsten. Im Jahr 1712 entstand die Schwanfelder Chewra Kadischa (Beerdigungsbruderschaft).